# Mabel's Strange Predicament
Mabel's Strange Predicament is een Amerikaanse stomme film uit 1914, geregisseerd door Mabel Normand, met in de hoofdrol Charlie Chaplin als The Tramp. Dit was de eerste film waarin hij dit typetje speelde, maar de tweede film The Kid Auto Races at Venice werd twee dagen eerder uitgebracht.

## Verhaal
Een dronken zwerver (Chaplin) loopt in een hotellobby tegen een elegante dame, Mabel, aan. Hij ontmoet haar een tweede maal in de hotelgang nadat ze zich in pyjama buitengesloten heeft uit haar eigen kamer. Ze rennen samen door verschillende kamers en uiteindelijk komt ze in de kamer van een oudere heer terecht. Ze verbergt zich onder het bed. De jaloerse echtgenote ontdekt haar en valt zowel Mabel, haar echtgenoot, Mabel's verloofde en de dronken zwerver aan.

## Rolverdeling
| Acteur          | Personage  |
| --------------- | ---------- |
| Charlie Chaplin | The Tramp  |
| Mabel Normand   | Mabel      |
| Chester Conklin | echtgenoot |
| Alice Davenport | vrouw      |
| Harry McCoy     | geliefde   |
| Hank Mann       | hotelgast  |
| Al St. John     | piccolo    |